# Majaelrayo
Majaelrayo – gmina w Hiszpanii, w prowincji Guadalajara, w Kastylii-La Mancha, o powierzchni 54,94 km². W 2011 roku gmina liczyła 60 mieszkańców.